# Joseph Micault d'Harvelay
Joseph Micault d'Harvelay est un financier français du XVIIIe siècle, né en 1723 et mort à Paris le 18 septembre 1786.

## Biographie

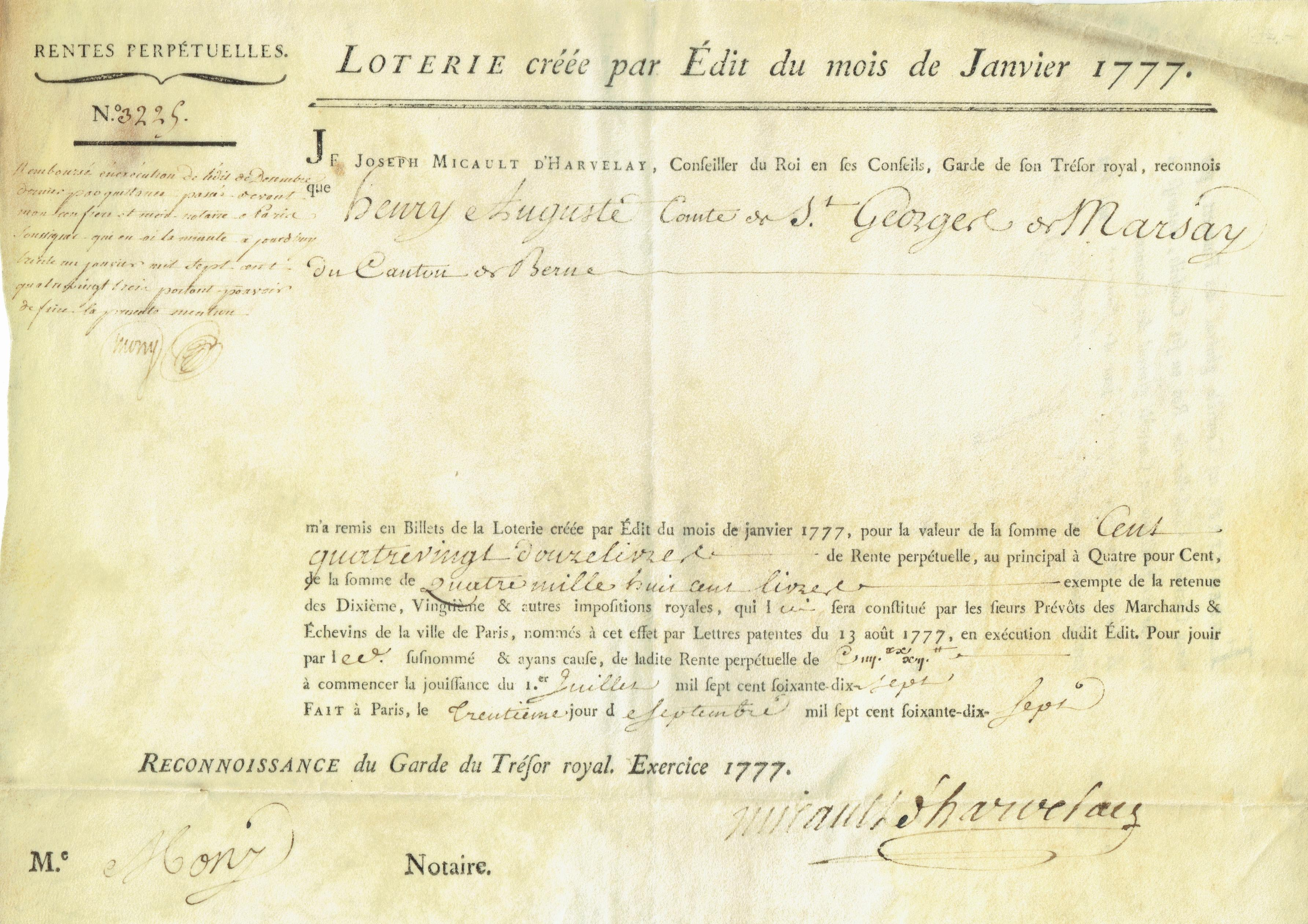
Rente perpétuelle de 1777, émise par Joseph Micault d'Harvelay en tant que Garde du Trésor royal.

Garde du Trésor royal et conseiller d'État, Joseph Micault d’Harvelay est le petit-neveu et le successeur de Paris de Montmartel après la disgrâce de ce dernier. Il épouse en 1762 Anne-Rose de Nettine (1739-1812), belle-sœur du banquier Jean-Joseph de Laborde. Ils n'ont pas d'enfants (c'est son neveu, François de Laborde, qui sera son héritier).
Il acquiert le château de Courbeton à Saint-Germain-Laval (Seine-et-Marne). En 1768, il achète le château de Chessy en Seine-et-Marne, qu'il fait rebâtir et dont il transforme le jardin en parc à l'anglaise. Il se fait également construire un hôtel dans le quartier de la Chaussée-d'Antin par l'architecte Jean-Benoît-Vincent Barré.